# Crisia oranensis
Crisia oranensis är en mossdjursart som först beskrevs av Campbell Easter Waters 1916.  Crisia oranensis ingår i släktet Crisia och familjen Crisiidae. Inga underarter finns listade i Catalogue of Life.